# Pere Mejan
Pere Mejan   (Barcelona, 1972) és un dibuixant de còmics i il·lustrador. El 2009 va guanyar el Premi a l'Autor Revelació i al Millor Dibuix del Saló Internacional del Còmic de Barcelona.

## Biografia i obra
En Pere Mejan, un alumne de l'Escola de Còmic Joso, va col·laborar amb la revista infantil Cavall Fort però ha orientat la seva vida professional sobretot a la il·lustració.
Va dibuixar les novel·les gràfiques La revolución de los pinceles, que estava guionitzada per Josep Busquet, publicada per Dolmen Editorial, El jirón negro (Dolmen ed.) i Puntos de experiencia (amb el mateix guionista) publicada per l'editorial Dibbuks. També amb Josep Busquet com a guionista ha treballat dibuixant la sèrie de fantasia heroica Fargons&Gorgons per a la revista Amaníaco El 2011 van fer la seva primera obra pel mercat francès, L'etrange cas du dr. Jekyll et de Mr. Hyde (2 toms, 2011 i 2012), a l'editoria Delcourt.

## Obres
Les monografies que ha dibuixat Pere Mejan són:
- Jirón Negro nº 1: Origen (2012), editorial Dolmen (guió de Josep Busquet).
- L'Étrange cas du Dr Jekyll et de Mr Hyde (2 toms 2011 i 2012), editorial Delcourt (guió de Josep Busquet)
- La revolución de los pinceles, Dolmen Editorial (2008).

A més a més ha dibuixat la sèrie de còmics de Fargons&Gorgons per la revista Amaníaco i la sèrie Iglesia-ae per la revista Clímaco (2011) i ha estat co-coordinador del còmic col·lectiu Yes we camp! de Dibbuks sobre el Moviment social de l'11-M.

## Premis
- 2009 - Premi d'Autor Revelació del Saló Internacional del Còmic de Barcelona
- 2009 - Premi al Millor Dibuix del Saló Internacional del Còmic de Barcelona.[5]
- 2010 - Se li va dedicar una exposició sobre La Revolución de los pinceles al Saló del Còmic de Barcelona.[5]